# Тринадесети конгрес на БКП
Тринадесетият конгрес на Българската комунистическа партия (XIII конгрес на БКП) се провежда в София, в сградата на НДК, между 2 и 4 април 1986 г.
Присъстват 2648 делегати, ръководителите на съюзника на БКП БЗНС (казионен), както и 131 делегации на комунистически, работнически и леви партии и движения от 102 страни. Конгресът обсъжда отчети на ЦК и ЦКРК; утвърждава тезиси за работата на партията през Деветата петилетка (1986 – 1990) и до 2000 г.; приема някои изменения в Устава на БКП и избира нов Централен комитет в състав от 196 членове и 145 кандидат членове и ЦКРК от 99 членове. На този конгрес е отхвърлена съветската Перестройка, ставайки единственият случай, когато БКП отказва да следва политиката на Съветският съюз.